# Haneta Maki
Haneta Maki (埴田 真紀; Hepburn: Haneta Maki) (Japán, 1972. szeptember 30. –) japán válogatott labdarúgó.

## Klub
A Matsushita Electric Panasonic Bambina csapatában játszott. 1994-ben a liga legértékesebb játékosának választották.

## Nemzeti válogatott
1993-ban debütált a japán válogatottban. A japán válogatott tagjaként részt vett az 1995-ös világbajnokságon és az 1996. évi nyári olimpiai játékokon. A japán válogatottban 30 mérkőzést játszott.

## Statisztika
| Japán válogatott | Japán válogatott | Japán válogatott |
| Időszak          | Mérk.            | gól              |
| ---------------- | ---------------- | ---------------- |
| 1993             | 5                | 1                |
| 1994             | 7                | 0                |
| 1995             | 8                | 0                |
| 1996             | 9                | 0                |
| 1997             | 1                | 0                |
| Összesen         | 30               | 1                |

## Sikerei, díjai
Japán válogatott
- Ázsia-kupa:  Ezüst; 1995,  Bronz; 1993

Klub
- Japán bajnokság: 1994

Egyéni
- Az év Japán játékosa: 1994
- Az év Japán csapatában: 1993, 1994, 1996, 1998